# Pithomyces maydicus
Pithomyces maydicus är en svampart som först beskrevs av Pier Andrea Saccardo, och fick sitt nu gällande namn av M.B. Ellis 1960. Pithomyces maydicus ingår i släktet Pithomyces och familjen Pleosporaceae.   Inga underarter finns listade i Catalogue of Life.